# Lista localităților din provincia Elazığ

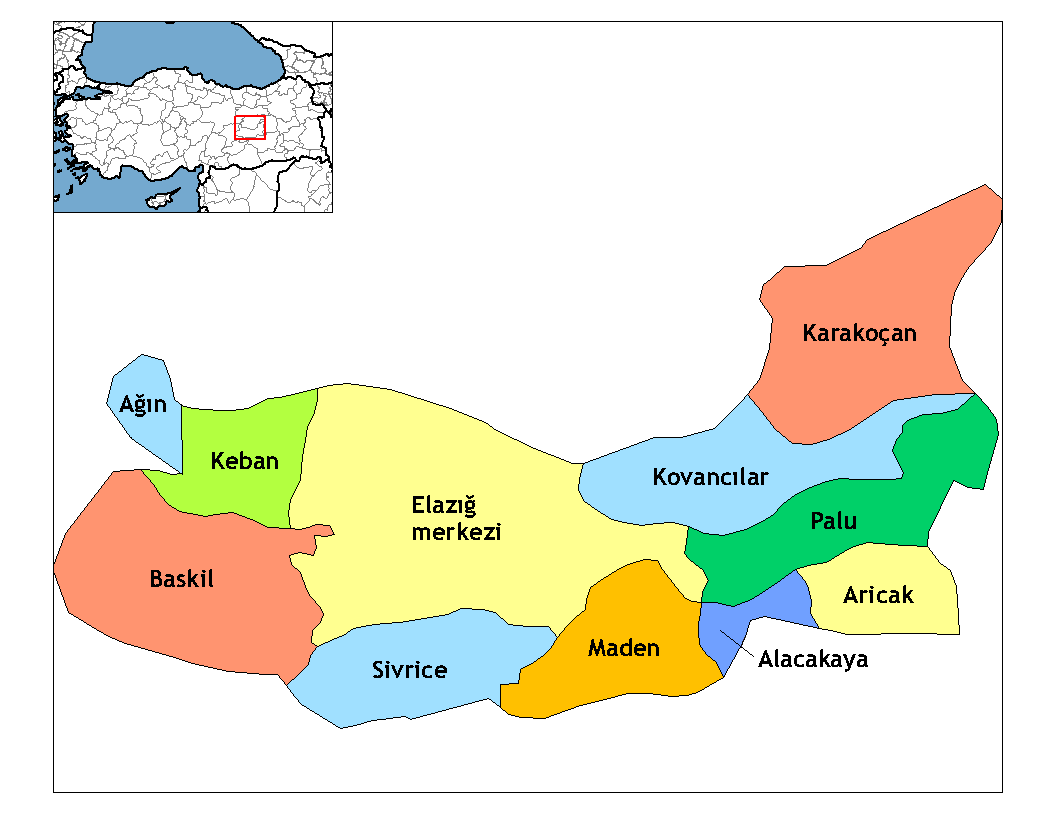
Provincia Elazığ

Aceasta este lista localităților din Provincia Elazığ, Turcia, după districte. În secțiunile de mai jos, prima localitate din fiecare listă este centrul administrativ al districtului.

## Elazığ
- Elazığ
- Acıpayam, Elazığ
- Akçakale, Elazığ
- Akçakiraz, Elazığ
- Alaca, Elazığ
- Alatarla, Elazığ
- Alpağut, Elazığ
- Altınkuşak, Elazığ
- Arındık, Elazığ
- Aşağıdemirtaş, Elazığ
- Avcılı, Elazığ
- Aydıncık, Elazığ
- Aydınlar, Elazığ
- Badempınarı, Elazığ
- Bağdere, Elazığ
- Bağlarca, Elazığ
- Bahçekapı, Elazığ
- Balıbey, Elazığ
- Ballıca, Elazığ
- Balpınar, Elazığ
- Beşikköy, Elazığ
- Beşoluk, Elazığ
- Beydalı, Elazığ
- Beydoğmuş, Elazığ
- Bölüklü, Elazığ
- Bulutlu, Elazığ
- Cevizdere, Elazığ
- Cipköy, Elazığ
- Çağlar, Elazığ
- Çalıca, Elazığ
- Çatalharman, Elazığ
- Çöteli, Elazığ
- Dallıca, Elazığ
- Dambüyük, Elazığ
- Dedepınarı, Elazığ
- Değirmenönü, Elazığ
- Dereboğazı, Elazığ
- Doğankuş, Elazığ
- Durupınar, Elazığ
- Elmapınarı, Elazığ
- Erbildi, Elazığ
- Esenkent, Elazığ
- Fatmalı, Elazığ
- Gedikyolu, Elazığ
- Gökçe, Elazığ
- Gölardı, Elazığ
- Gölköy, Elazığ
- Gözebaşı, Elazığ
- Gözpınar, Elazığ
- Gülmahmut, Elazığ
- Gümüşbağlar, Elazığ
- Günaçtı, Elazığ
- Günbağı, Elazığ
- Güneyçayırı, Elazığ
- Güzelyalı, Elazığ
- Hal, Elazığ
- Hankendi, Elazığ
- Harmantepe, Elazığ
- Hıdırbaba, Elazığ
- Hoşköy, Elazığ
- Işıkyolu, Elazığ
- İçme, Elazığ
- İkitepe, Elazığ
- Kalkantepe, Elazığ
- Kaplıkaya, Elazığ
- Karaali, Elazığ
- Karaçavuş, Elazığ
- Karasaz, Elazığ
- Karataş, Elazığ
- Kavakpınar, Elazığ
- Kavaktepe, Elazığ
- Kepektaş, Elazığ
- Kıraçköy, Elazığ
- Koçharmanı, Elazığ
- Koçkale, Elazığ
- Konakalmaz, Elazığ
- Koparuşağı, Elazığ
- Korucu, Elazığ
- Koruköy, Elazığ
- Kozluk, Elazığ
- Körpe, Elazığ
- Kumla, Elazığ
- Kurtdere, Elazığ
- Kuşhane, Elazığ
- Kuyulu, Elazığ
- Küllük, Elazığ
- Meşeli, Elazığ
- Mollakendi, Elazığ
- Muratcık, Elazığ
- Nuralı, Elazığ
- Obuz, Elazığ
- Ortaçalı, Elazığ
- Oymaağaç, Elazığ
- Öksüzuşağı, Elazığ
- Örençay, Elazığ
- Pelteköy, Elazığ
- Pirinççi, Elazığ
- Poyraz, Elazığ
- Sakabaşı, Elazığ
- Salkaya, Elazığ
- Sancaklı, Elazığ
- Sarıbük, Elazığ
- Sarıçubuk, Elazığ
- Sarıgül, Elazığ
- Sarıkamış, Elazığ
- Sarılı, Elazığ
- Sarıtosun, Elazığ
- Sarıyakup, Elazığ
- Sedeftepe, Elazığ
- Serince, Elazığ
- Sinanköy, Elazığ
- Sünköy, Elazığ
- Sütlüce, Elazığ
- Şabanlı, Elazığ
- Şahaplı, Elazığ
- Şahinkaya, Elazığ
- Şehsuvar, Elazığ
- Tadım, Elazığ
- Temürköy, Elazığ
- Tepeköy, Elazığ
- Tohumlu, Elazığ
- Uzuntarla, Elazığ
- Üçağaç, Elazığ
- Ürünveren, Elazığ
- Yalındamlar, Elazığ
- Yalnız, Elazığ
- Yazıkonak, Elazığ
- Yazıpınarı, Elazığ
- Yedigöze, Elazığ
- Yemişlik, Elazığ
- Yenikapı, Elazığ
- Yenikonak, Elazığ
- Yolçatı, Elazığ
- Yolüstü, Elazığ
- Yukarıbağ, Elazığ
- Yukarıçakmak, Elazığ
- Yukarıdemirtaş, Elazığ
- Yurtbaşı, Elazığ
- Yünlüce, Elazığ

## Ağın
- Ağın
- Altınayva, Ağın
- Aşağıyabanlı, Ağın
- Bademli, Ağın
- Bahadırlar, Ağın
- Balkayası, Ağın
- Beyelması, Ağın
- Demirçarık, Ağın
- Dibekli, Ağın
- Kaşpınar, Ağın
- Modanlı, Ağın
- Öğrendik, Ağın
- Pulköy, Ağın
- Samançay, Ağın
- Saraycık, Ağın
- Yedibağ, Ağın
- Yenipayam, Ağın

## Alacakaya
- Alacakaya
- Altıoluk, Alacakaya
- Bakladamlar, Alacakaya
- Çakmakkaya, Alacakaya
- Çanakça, Alacakaya
- Çataklı, Alacakaya
- Esenlik, Alacakaya
- Gürçubuk, Alacakaya
- Halkalı, Alacakaya
- İncebayır, Alacakaya
- Kayranlı, Alacakaya
- Sularbaşı, Alacakaya
- Yalnızdamlar, Alacakaya

## Arıcak
- Arıcak
- Bozçavuş, Arıcak
- Bükardı, Arıcak
- Çavuşdere, Arıcak
- Çevrecik, Arıcak
- Erbağı, Arıcak
- Erimli, Arıcak
- Göründü, Arıcak
- Kambertepe, Arıcak
- Karakaş, Arıcak
- Kayahisar, Arıcak
- Küplüce, Arıcak
- Ormanpınar, Arıcak
- Üçocak, Arıcak
- Yoğunbilek, Arıcak

## Baskil
- Baskil
- Akdemir, Baskil
- Akuşağı, Baskil
- Aladikme, Baskil
- Alangören, Baskil
- Altınuşağı, Baskil
- Aşağıkuluşağı, Baskil
- Beşbölük, Baskil
- Bilaluşağı, Baskil
- Bozoğlak, Baskil
- Çavuşlu, Baskil
- Çiğdemlik, Baskil
- Deliktaş, Baskil
- Demirlibahçe, Baskil
- Doğancık, Baskil
- Düğüntepe, Baskil
- Emirhan, Baskil
- Eskiköy, Baskil
- Gemici, Baskil
- Habibuşağı, Baskil
- Hacıhüseyinler, Baskil
- Hacımehmetli, Baskil
- Hacımustafaköy, Baskil
- Hacıuşağı, Baskil
- Harabekayış, Baskil
- Hüyükköy, Baskil
- Işıklar, Baskil
- İçlikaval, Baskil
- İmikuşağı, Baskil
- Kadıköy, Baskil
- Karaali, Baskil
- Karagedik, Baskil
- Karakaş, Baskil
- Karoğlu, Baskil
- Kayabeyli, Baskil
- Kızıluşağı, Baskil
- Koçyolu, Baskil
- Konacık, Baskil
- Konalga, Baskil
- Kumlutarla, Baskil
- Kuşsarayı, Baskil
- Kutlugün, Baskil
- Meydancık, Baskil
- Paşakonağı, Baskil
- Pınarlı, Baskil
- Resulkahya, Baskil
- Sarıtaş, Baskil
- Söğütdere, Baskil
- Sultanuşağı, Baskil
- Suyatağı, Baskil
- Şahaplı, Baskil
- Şahindere, Baskil
- Şituşağı, Baskil
- Tabanbükü, Baskil
- Tatlıpayam, Baskil
- Tavşanuşağı, Baskil
- Topaluşağı, Baskil
- Yalındam, Baskil
- Yaylanlı, Baskil
- Yeniocak, Baskil
- Yıldızlı, Baskil
- Yukarıkuluşağı, Baskil
- Yürekli, Baskil

## Karakoçan
- Karakoçan
- Ağamezrası, Karakoçan
- Akarbaşı, Karakoçan
- Akbulak, Karakoçan
- Akçiçek, Karakoçan
- Akkuş, Karakoçan
- Akpınar, Karakoçan
- Akyokuş, Karakoçan
- Alabal, Karakoçan
- Alayağmur, Karakoçan
- Altınoluk, Karakoçan
- Aşağıovacık, Karakoçan
- Bahçecik, Karakoçan
- Balcalı, Karakoçan
- Bardaklı, Karakoçan
- Başyurt, Karakoçan
- Bazlama, Karakoçan
- Beydere, Karakoçan
- Bulgurcuk, Karakoçan
- Cumhuriyet, Karakoçan
- Çalıkaya, Karakoçan
- Çamardı, Karakoçan
- Çan, Karakoçan
- Çanakçı, Karakoçan
- Çatalyol, Karakoçan
- Çavuşyolu, Karakoçan
- Çayırdam, Karakoçan
- Çayırgülü, Karakoçan
- Çelebi, Karakoçan
- Çitak, Karakoçan
- Demirdelen, Karakoçan
- Demirtaş, Karakoçan
- Demirtepe, Karakoçan
- Deveci, Karakoçan
- Doğanoğlu, Karakoçan
- Dumluyazı, Karakoçan
- Durmuşköy, Karakoçan
- Gözerek, Karakoçan
- Güllüce, Karakoçan
- Gümüşakar, Karakoçan
- Gündeğdi, Karakoçan
- Hamurkesen, Karakoçan
- Hamzalı, Karakoçan
- İsabey, Karakoçan
- Kalecik, Karakoçan
- Kalkankaya, Karakoçan
- Karaçan, Karakoçan
- Karakoçan, Karakoçan
- Karapınar, Karakoçan
- Karasakal, Karakoçan
- Kavakdere, Karakoçan
- Kavalcık, Karakoçan
- Keklikköy, Karakoçan
- Kırgıl, Karakoçan
- Kızılca, Karakoçan
- Kızılpınar, Karakoçan
- Kocadayı, Karakoçan
- Koçyiğitler, Karakoçan
- Korudibi, Karakoçan
- Köryusuf, Karakoçan
- Kulundere, Karakoçan
- Kuşbayırı, Karakoçan
- Kuşçu, Karakoçan
- Kümbet, Karakoçan
- Mahmutlu, Karakoçan
- Maksutali, Karakoçan
- Mirahmet, Karakoçan
- Okçular, Karakoçan
- Ormancık, Karakoçan
- Özlüce, Karakoçan
- Pamuklu, Karakoçan
- Paşayaylası, Karakoçan
- Pilavtepe, Karakoçan
- Sağın, Karakoçan
- Sağucak, Karakoçan
- Sarıbaşak, Karakoçan
- Sarıcan, Karakoçan
- Sarihan, Karakoçan
- Tekardıç, Karakoçan
- Üçbudak, Karakoçan
- Yalıntaş, Karakoçan
- Yenice, Karakoçan
- Yenikaya, Karakoçan
- Yeniköy, Karakoçan
- Yeşilbelen, Karakoçan
- Yoğunağaç, Karakoçan
- Yukarıovacık, Karakoçan
- Yücekonak, Karakoçan
- Yüzev, Karakoçan

## Keban
- Keban
- Akçatepe, Keban
- Akgömlek, Keban
- Altınkürek, Keban
- Altıyaka, Keban
- Aslankaşı, Keban
- Aşağıçakmak, Keban
- Bademli, Keban
- Bahçeli, Keban
- Bayındır, Keban
- Beydeğirmeni, Keban
- Bölükçalı, Keban
- Büklümlü, Keban
- Çalık, Keban
- Çevrekaya, Keban
- Denizli, Keban
- Dürümlü, Keban
- Gökbelen, Keban
- Göldere, Keban
- Güneytepe, Keban
- Kopuzlu, Keban
- Koyunuşağı, Keban
- Kurşunkaya, Keban
- Kuşçu, Keban
- Örenyaka, Keban
- Pınarlar, Keban
- Sağdıçlar, Keban
- Taşkesen, Keban
- Topkıran, Keban
- Ulupınar, Keban
- Üçpınar, Keban

## Kocvancılar
- Kovancılar
- Akmezra, Kovancılar
- Aşağıdemirci, Kovancılar
- Aşağıkanatlı, Kovancılar
- Aşağıköse, Kovancılar
- Aşağımirahmet, Kovancılar
- Avlağı, Kovancılar
- Bağgülü, Kovancılar
- Bayramyazı, Kovancılar
- Beşpınar, Kovancılar
- Bilalköy, Kovancılar
- Çakırkaş, Kovancılar
- Çatakbaşı, Kovancılar
- Çaybağı, Kovancılar
- Çelebi, Kovancılar
- Çiftlik, Kovancılar
- Değirmentaşı, Kovancılar
- Demirci, Kovancılar
- Durmuşlar, Kovancılar
- Ekinbağı, Kovancılar
- Ekinözü, Kovancılar
- Gedikyurt, Kovancılar
- Göçmezler, Kovancılar
- Gökçedal, Kovancılar
- Gözecik, Kovancılar
- Gülçatı, Kovancılar
- Hacımekke, Kovancılar
- Hacısam, Kovancılar
- İğdeli, Kovancılar
- İsaağamezrası, Kovancılar
- Kacar, Kovancılar
- Kapıaçmaz, Kovancılar
- Karabörk, Kovancılar
- Karaman, Kovancılar
- Karasungur, Kovancılar
- Karıncaköy, Kovancılar
- Kavakköy, Kovancılar
- Kayalık, Kovancılar
- Kolluca, Kovancılar
- Köprüdere, Kovancılar
- Kuşağacı, Kovancılar
- Kuşçu, Kovancılar
- Muratbağı, Kovancılar
- Mustafaköy, Kovancılar
- Nişankaya, Kovancılar
- Okçular, Kovancılar
- Osmanağa, Kovancılar
- Payamlı, Kovancılar
- Salkımlı, Kovancılar
- Saraybahçe, Kovancılar
- Sarıbuğday, Kovancılar
- Soğanlı, Kovancılar
- Soğukpınar, Kovancılar
- Sürekli, Kovancılar
- Şekerci, Kovancılar
- Şenova, Kovancılar
- Tabanözü, Kovancılar
- Taşçanak, Kovancılar
- Taşören, Kovancılar
- Tatar, Kovancılar
- Tepebağ, Kovancılar
- Topağaç, Kovancılar
- Uyandık, Kovancılar
- Uzunova, Kovancılar
- Vali Fahribey, Kovancılar
- Yarımca, Kovancılar
- Yazıbaşı, Kovancılar
- Yenidam, Kovancılar
- Yeniköy Mezrası, Kovancılar
- Yeşildere, Kovancılar
- Yeşilköy, Kovancılar
- Yılbaşı, Kovancılar
- Yoncalıbayır, Kovancılar
- Yukarıdemirli, Kovancılar
- Yukarıkanatlı, Kovancılar
- Yukarıkazanlar, Kovancılar
- Yukarımirahmet, Kovancılar

## Maden
- Maden
- Ağadibek, Maden
- Akboğa, Maden
- Altıntarla, Maden
- Arslantaşı, Maden
- Bahçedere, Maden
- Cumhuriyetçi, Maden
- Çakıroğlu, Maden
- Çalkaya, Maden
- Çayırköy, Maden
- Çitliköy, Maden
- Durmuştepe, Maden
- Dutpınar, Maden
- Eğrikavak, Maden
- Gezin, Maden
- Hanevleri, Maden
- Hatunköy, Maden
- Işıktepe, Maden
- Karatop, Maden
- Kartaldere, Maden
- Kaşlıca, Maden
- Kavak, Maden
- Kayalar, Maden
- Kızıltepe, Maden
- Koçkonağı, Maden
- Kumyazı, Maden
- Küçükova, Maden
- Maden, Maden
- Naldöken, Maden
- Örtülü, Maden
- Plajköy, Maden
- Polatköy, Maden
- Sağrılı, Maden
- Tekevler, Maden
- Tepecik, Maden
- Topaluşağı, Maden
- Yenibahçe, Maden
- Yeşilova, Maden
- Yıldızhan, Maden
- Yoncapınar, Maden

## Palu
- Palu
- Akbulut, Palu
- Akyürek, Palu
- Altınölçek, Palu
- Andılar, Palu
- Arındık, Palu
- Atik, Palu
- Baltaşı, Palu
- Beydoğan, Palu
- Beyhan, Palu
- Bozçanak, Palu
- Bölükelma, Palu
- Burgudere, Palu
- Büyükçaltı, Palu
- Damlapınar, Palu
- Gemtepe, Palu
- Gökdere, Palu
- Güllüce, Palu
- Gümeçbağlar, Palu
- Gümüşkaynak, Palu
- Hasbey, Palu
- Karacabağ, Palu
- Karasalkım, Palu
- Karataş, Palu
- Kasıl, Palu
- Kayaönü, Palu
- Keklikdere, Palu
- Kırkbulak, Palu
- Köklüce, Palu
- Küçükçaltı, Palu
- Örencik, Palu
- Örgülü, Palu
- Seydili, Palu
- Tarhana, Palu
- Umutkaya, Palu
- Üçdeğirmenler, Palu
- Yarımtepe, Palu
- Yeşilbayır, Palu

## Sivrice
- Sivrice
- Akbuğday, Sivrice
- Akseki, Sivrice
- Alaattinköy, Sivrice
- Alıncık, Sivrice
- Aşağıçanakçı, Sivrice
- Başkaynak, Sivrice
- Bekçitepe, Sivrice
- Canuşağı, Sivrice
- Çatakkaya, Sivrice
- Çevrimtaş, Sivrice
- Çortunlu, Sivrice
- Dedeyolu, Sivrice
- Dereboynu, Sivrice
- Dikmen, Sivrice
- Doğanbağı, Sivrice
- Doğansu, Sivrice
- Dörtbölük, Sivrice
- Duygulu, Sivrice
- Düzbahçe, Sivrice
- Elmasuyu, Sivrice
- Gelindere, Sivrice
- Görgülü, Sivrice
- Gözeli, Sivrice
- Günay, Sivrice
- Günbalı, Sivrice
- Hacılar, Sivrice
- Ilıncak, Sivrice
- Kalaba, Sivrice
- Kamışlık, Sivrice
- Kavakköy, Sivrice
- Kavallı, Sivrice
- Kayabağları, Sivrice
- Kayapınar, Sivrice
- Kılıçkaya, Sivrice
- Kösebayır, Sivrice
- Kürkköy, Sivrice
- Mullaali, Sivrice
- Soğukpınar, Sivrice
- Sürek, Sivrice
- Tarlatepe, Sivrice
- Taşlıyayla, Sivrice
- Topaluşağı, Sivrice
- Uslu, Sivrice
- Üçlerce, Sivrice
- Üğrük, Sivrice
- Yaruşağı, Sivrice
- Yedikardeş, Sivrice
- Yedipınar, Sivrice
- Yukarıçanakçı, Sivrice
- Yürekkaya, Sivrice